# Prentiss Hubb
Prentiss Hubb (nacido en Washington D. C.; 19 de marzo de 1999) es un baloncestista estadounidense que pertenece a la plantilla del AEK B.C. de la A1 Ethniki. Con 1,91 metros de estatura, juega en la posición de base.

## Trayectoria deportiva

### Universidad
Es un jugador formado en el Gonzaga College High School de Washington D. C. antes de ingresar en 2018 en la Universidad de Notre Dame, situada en la localidad de Notre Dame en el estado de Indiana, donde jugó cuatro temporadas la NCAA con los Notre Dame Fighting Irish, desde 2018 a 2022.

### Profesional
Tras no ser drafteado en 2022, el 5 de octubre de 2022, firma un contrato por una temporada para debutar como profesional en las filas del MHP Riesen Ludwigsburg de la Basketball Bundesliga.
El 27 de julio de 2024 fichó por el AEK B.C. de la A1 Ethniki griega.